# Шарль Пус
Шарль Пус (фр. Charles Pous, 7 лютого 1949 — 29 липня 2015) — французький хокеїст на траві.
Учасник Олімпійських Ігор 1968, 1972 років.